# Conrad Ferdinand Meyer
Conrad Ferdinand Meyer (n. 11 octombrie 1825, Zürich, cantonul Zürich, Elveția – d. 28 noiembrie 1898, Kilchberg⁠(d), cantonul Zürich, Elveția) a fost un scriitor elvețian de limbă germană.
A scris poeme epice de simțire romantică remarcabile prin plasticitatea imaginii și expresivitatea simbolurilor.
Prin nuvelele sale istorice cu inflexiuni lirice, a reconstituit, într-un stil fastuos și monumental, măreția epocii Renașterii și a războaielor religioase.

## Scrieri
- 1864: Zwanzig Balladen von einem Schweizer ("Douăzeci de balade ale unui elvețian");
- 1871: Romanzen und Bilder ("Romanțe și imagini");
- 1871: Huttens letzte Tage ("Ultimele zile ale lui Hutten");
- 1873: Das Amulet ("Amuleta");
- 1876: Jürg Jenatsch (Răscoală în munți)
- 1879: Der Heilige ("Sfântul");
- 1884: Die Hochzeit des Mönchs ("Nunta călugărului").